# Okresowa rewolucja
Okresowa rewolucja (org. tytuł ang. Period. End of Sentence.) – krótkometrażowy film dokumentalny z 2018 roku w reżyserii Rayki Zehtabchi. Dzieło opowiada o indyjskich kobietach działających na rzecz zmiany tradycyjnych niehigienicznych praktyk związanych z miesiączką w Indiach poprzez m.in. produkcję tanich podpasek na urządzeniu autorstwa Arunachalama Murugananthama oraz walkę z ubóstwem menstruacyjnym i tabu miesiączkowym.
Film został nagrodzony w 2018 roku Oskarem w kategorii "Najlepszy krótkometrażowy film dokumentalny".